# Венити Феър (1913 – 1936)
„Венити Феър“ (на английски: Vanity Fair) е американско списание за общество, издавано през периода 1913-1936 г.
То е изключително успешно до Голямата депресия, по време на която става непечалившо и се слива с „Vogue“ през 1936 г.

## История
Конде Наст (Condé Nast) поставя началото на своята империя като закупува мъжкото списание за мода Dress през 1913 г. Той преименува списанието на Dress and Vanity Fair и публикува четири броя през 1913 г. Също така закупува правата за заглавието „Vanity Fair“.

## Възобновяване през 1983 г.
Венити Феър е възобновено през 1983 г. от Condé Nast Publications като списание за попкултура, мода и политика.
|  | Тази страница частично или изцяло представлява превод на страницата Vanity Fair (American magazine 1913–1936) в Уикипедия на английски. Оригиналният текст, както и този превод, са защитени от Лиценза „Криейтив Комънс – Признание – Споделяне на споделеното“, а за съдържание, създадено преди юни 2009 година – от Лиценза за свободна документация на ГНУ. Прегледайте историята на редакциите на оригиналната страница, както и на преводната страница, за да видите списъка на съавторите. ВАЖНО: Този шаблон се отнася единствено до авторските права върху съдържанието на статията. Добавянето му не отменя изискването да се посочват конкретни източници на твърденията, които да бъдат благонадеждни. |